# Jean-Pierre Tcheutchoua
Jean-Pierre Tcheutchoua est un joueur de football né le 12 décembre 1980 au  Cameroun . 
- Poste : Défenseur
- Nationalité :  Cameroun
- Taille : 1,83 m
- Poids : 74 kg

## Clubs successifs
| Saison      | Club     | Pays   | Championnat        | Coupe d'Europe |
| ----------- | -------- | ------ | ------------------ | -------------- |
| 2000 - 2003 | FC Sion  | Suisse | 57 matchs / 3 buts | -              |
| 2003 - 2006 | FC Aarau | Suisse | 65 matchs / 4 buts | -              |